# Rovolja
Rovolja är olja från olika typer av frön från kålväxter, till exempel raps och rybs. Ursprungligen användes rovoljan som bränsle i oljelampor. Gradvis förbättrades tekniken och rovoljan ersattes av bättre och effektivare bränslen, till exempel fotogen.
Frön av sommarraps innehåller cirka 35–40 procent rovolja och vinterraps cirka 40–45 procent. Motsvarande siffror för sommarrybs är 34 procent och för vinterrybs cirka 35–38 procent. Efter pressning, vilket kan ske som kallpressning eller varmpressning, extraheras pressresterna med ett lösningsmedel, ofta hexan, varefter oljan raffineras.
Färgen beskrivs som olika nyanser av gult till grönt med en utpräglad nötsmak och -doft. I kyla (från −1 till −8 grader) blir konsistensen tjock, nästan som salva. 
Numera används rovoljan så gott som uteslutande inom matlagning. 